# Europamästerskapet i ishockey för damer

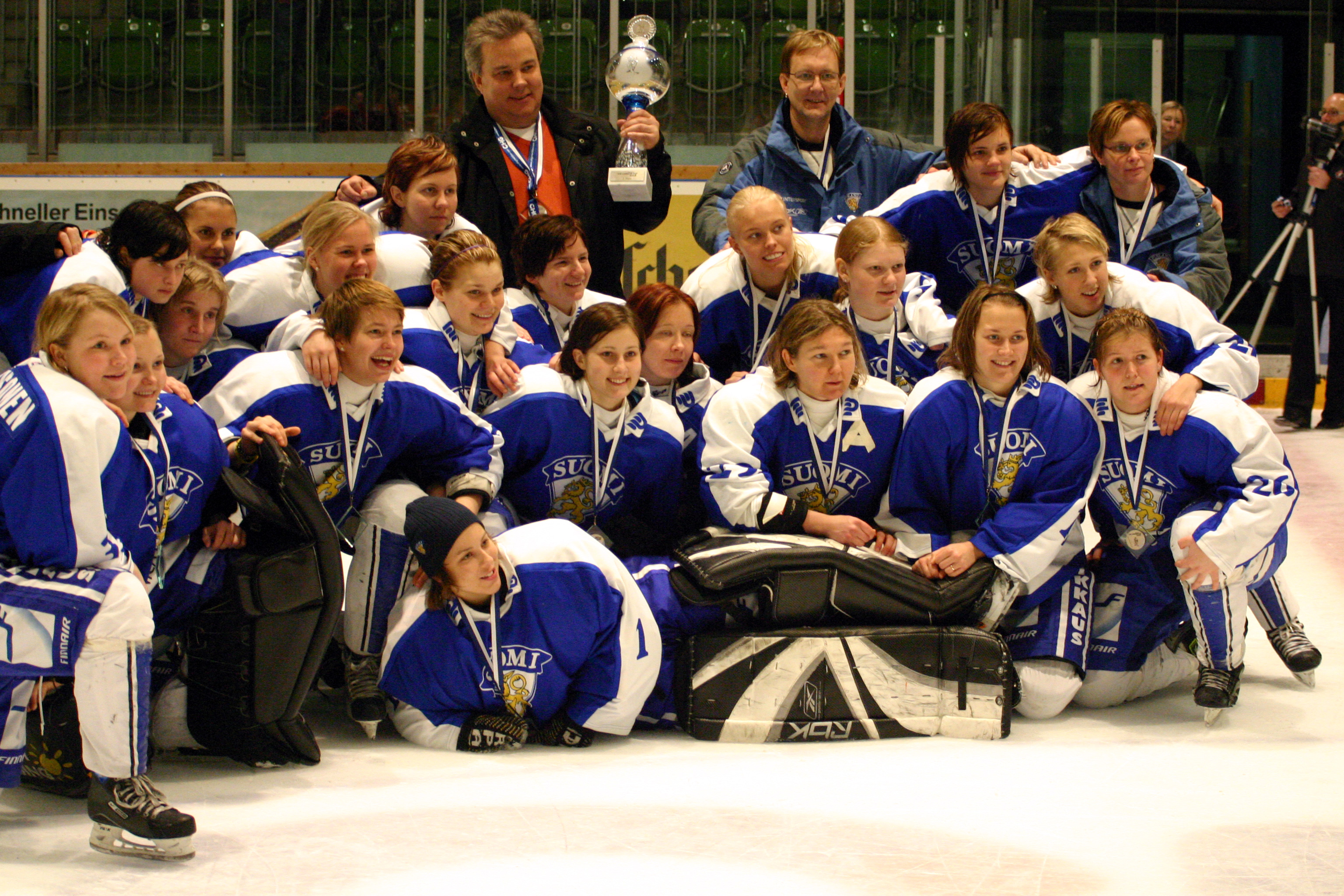

Europamästerskap i ishockey för damer var en årlig europeisk mästerskapstävling i ishockey för landslag. Det spelades ibland separat och ibland som en del av världsmästerskap och olympiska spel.

## Damer
Europamästerskap spelades 1989-1996, de år inga världsmästerskap spelades (1989, 1991, 1993, 1995 och 1996).

### Europamästare i ishockey för damer
| År   | Guld    | Silver   | Brons    |
| ---- | ------- | -------- | -------- |
| 1989 | Finland | Sverige  | Tyskland |
| 1991 | Finland | Sverige  | Danmark  |
| 1993 | Finland | Sverige  | Norge    |
| 1995 | Finland | Sverige  | Schweiz  |
| 1996 | Sverige | Ryssland | Finland  |